# 怪虱属
怪虱属（学名：Paradoxophthirus）为甲胁虱科的一个属。金大雄对采自贵州省岩松鼠上的异缘甲胁虱（Hoplopleura emarglna Erris,1922）标本进行了描述,并与其相近的属进行了比较，从而建立一个新属来容纳此种。

## 下级分类
本属包括以下物种：
- 异缘怪虱 Paradoxophthirus emarginata (Ferris, 1922)